# Nuevo Simojovel
Nuevo Simojovel är en ort i Mexiko.   Den ligger i kommunen Ocozocoautla de Espinosa och delstaten Chiapas, i den sydöstra delen av landet, 700 km sydost om huvudstaden Mexico City. Nuevo Simojovel ligger 1 270 meter över havet och antalet invånare är 231.
Terrängen runt Nuevo Simojovel är kuperad norrut, men söderut är den bergig. Nuevo Simojovel ligger uppe på en höjd. Runt Nuevo Simojovel är det ganska glesbefolkat, med 47 invånare per kvadratkilometer. Närmaste större samhälle är Cristóbal Obregón, 13,4 km sydväst om Nuevo Simojovel. I omgivningarna runt Nuevo Simojovel växer huvudsakligen savannskog.